# Squadrismo

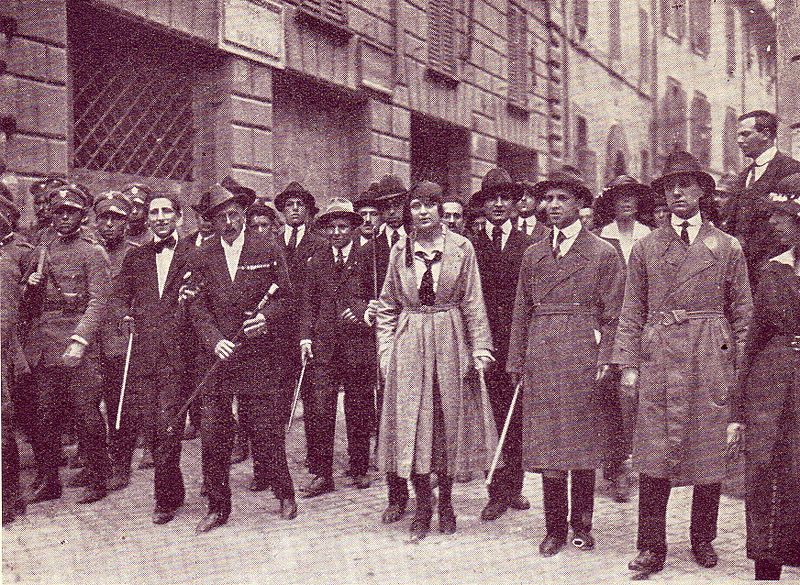
Esquadrão de ação em Roma

O Squadrismo foi um fenômeno político e social ocorrido na Itália que consistia na utilização de "esquadrões de ação" armados. Eram paramilitares que visavam intimidar e reprimir violentamente os adversários políticos, sendo rapidamente absorvidos pelo fascismo que os utilizava como instrumento próprio.

## Contexto

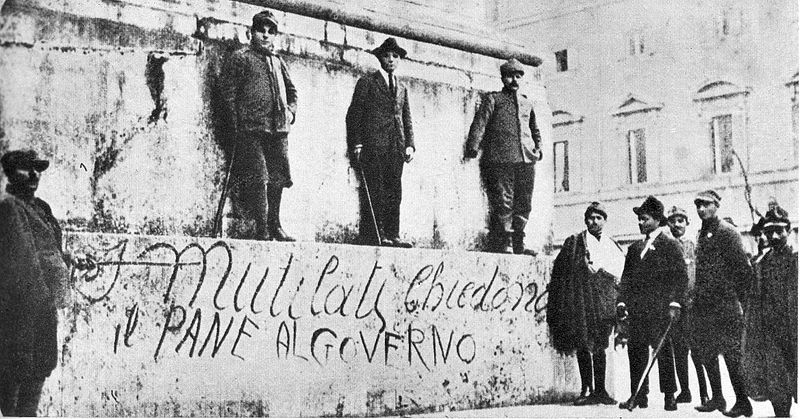
Ato de protesto organizado pela “Associação Nacional de Mutilados e Incapacitados de Guerra”.

Após a Primeira Guerra Mundial, um grande número de veteranos retornou à vida civil, encontrando-se desempregados e sem perspectivas concretas de emprego, mesmo alguns mutilados. Parte deles lutou a favor do intervencionismo na guerra motivada por ideais nacionalistas e irredentistas. Ao regressar à vida civil, à qual muitas vezes não se adaptaram, continuaram a sua ação política, organizando-se mais ou menos esporadicamente. Estes primeiros veteranos foram formando, junto com os futuristas e o Fascio di Difesa Nazionale, equipes organizadas que tomaram medidas ativas para lutar contra os socialistas, que então cresciam fortemente. Em particular, eles eram soldados abandonados pertencentes a unidades de elite (como os Arditi), que não receberam nenhum reconhecimento especial do estado pelo papel que desempenharam durante a guerra no retorno à vida civil. 

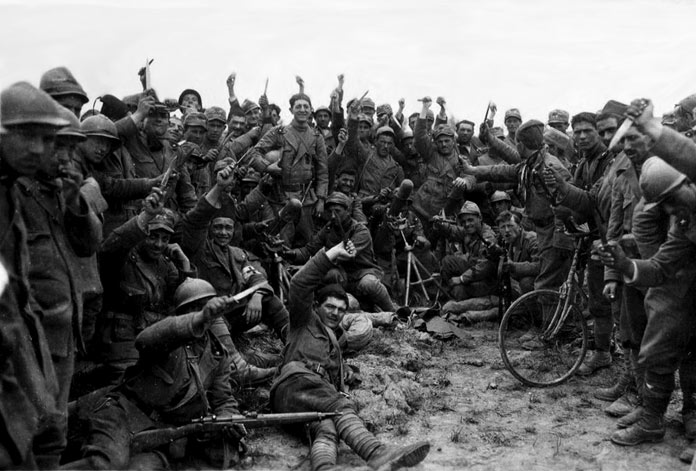
Membros do corpo de elite Arditi, 1918

Às dificuldades económicas que o país atravessa, somam-se a radicalização das posições socialistas, sobretudo devido à influência da Revolução Russa e das Teses de Lenin, a oposição dos agricultores aos novos sindicatos rurais, e o medo da classe média. Uma imponente procissão socialista realizada em Milão a 16 de fevereiro de 1919, no contexto do Biênio Vermelho, fez com que as forças opostas aos socialistas reagissem solicitando a unidade de todos os grupos nacionalistas. As manifestações nacionalistas começaram a se multiplicar. Durante o Biênio Vermelho, grupos de voluntários surgiram nas principais cidades italianas e se organizaram em "ligas antibolcheviques" com o objetivo de substituir os funcionários públicos durante as greves políticas, garantindo assim o desempenho de determinados serviços públicos. Esses voluntários foram os precursores do chamado "squadrismo urbano".
No mundo agrícola, Ferdeterra foi fundada em 1901, primeiro ligada ao Partido Socialista Italiano e depois ao Partido Comunista da Itália. A maioria das ligas camponesas convergiu para ela e acabou monopolizando o mercado de trabalho com o objetivo de "proletarizar" os meeiros, em vez de ajudá-los a se tornarem proprietários das terras onde trabalhavam. A ruptura entre meeiros e socialistas deu-se devido às duras greves proclamadas por estes últimos que muitas vezes provocaram a perda de safras e, por outro lado, boicotes como a mutilação de gado e a violência exercida para os obrigar a respeitar as decisões das ligas. Ferdeterra organizaria tribunais especiais para isolar os mais rebeldes. Isso causou o colapso das propriedades agrícolas, devido à natureza monopolística das cooperativas. O poder dos socialistas aumentaria quando a maioria das administrações municipais e provinciais da Emilia-Romanha fosse conquistada pelo Partido Socialista Italiano. Os sindicatos socialistas obtiveram o monopólio da gestão do trabalho, enquanto as cooperativas socialistas impunham preços aos alimentos, administravam diretamente os impostos municipais e alugavam aos que desejavam terras municipais. Toda essa situação levaria à formação do chamado “squadrismo agrário”.
Neste contexto, surge o Fasci Italiani di Combatimento, fundado em 23 de março de 1919 por Benito Mussolini durante um encontro na Piazza San Sepolcro em Milão. As diferenças entre os fascistas e os socialistas tornaram-se intransponíveis após o ataque à redação de Avanti! em 15 de abril de 1919, apesar de Mussolini tentar fazer algumas aproximações ao seu antigo partido. O projeto original de Mussolini era criar uma aliança progressista focada no combatismo revolucionário cujo fracasso ficou evidente na derrota fascista durante as eleições de 1919.

## Desenvolvimento

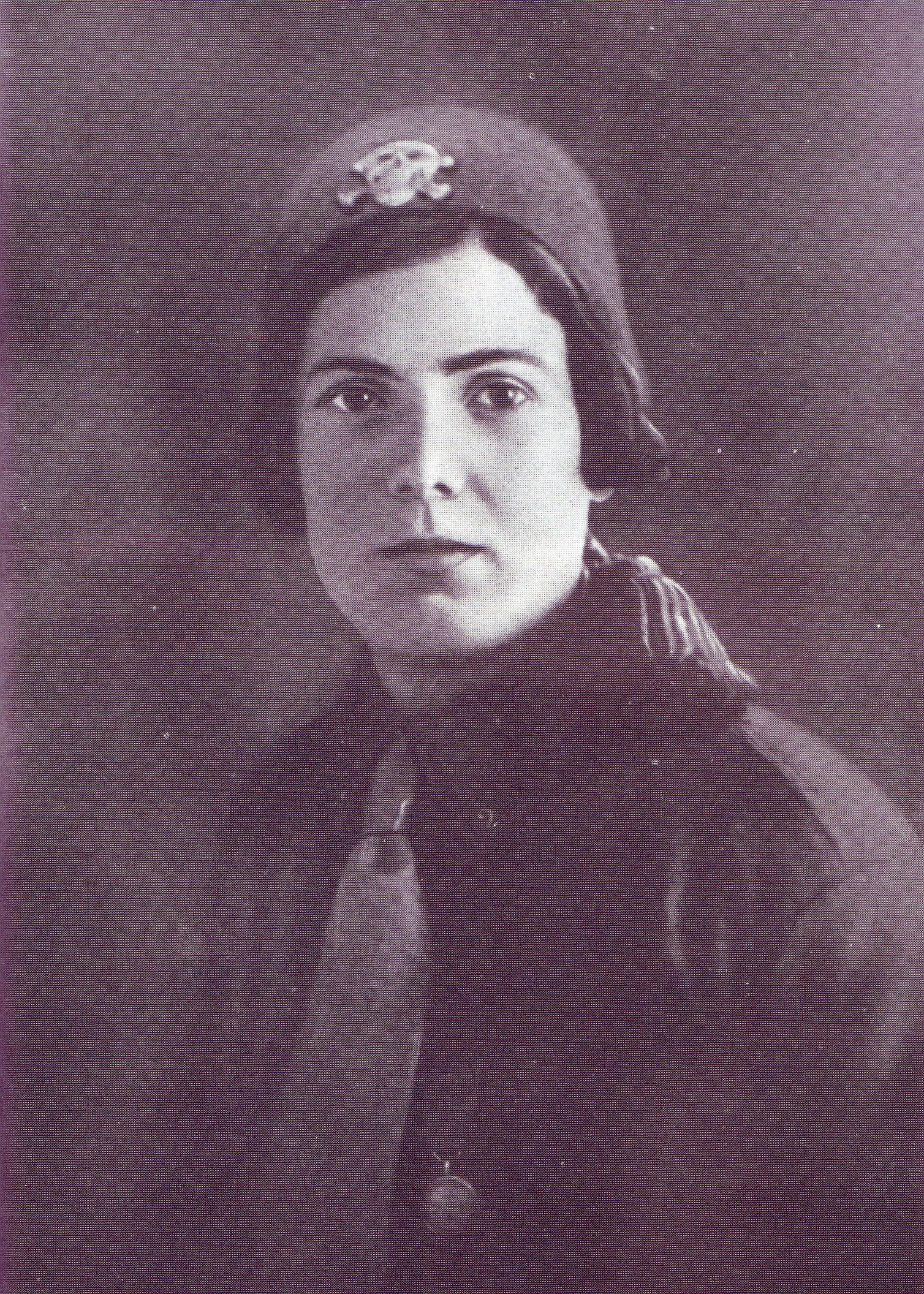
Ines Donati, uma das figuras mais ativas dos esquadrões

Os primeiros atos dos esquadrões ocorreram inicialmente em Milão em 1919, mas também em Mântua, Brescia e Pádua. Nos primeiros dias, o squadrismo permaneceu em uma área restrita, sendo principalmente prerrogativa de futuristas, sindicalistas revolucionários, veteranos do Exército e Arditi; mas não faltaram elementos de todas as classes sociais em que predominavam os universitários. O verdadeiro nascimento dos esquadrões aconteceria em meados dos anos 1920, após os chamados Atos do Palazzo d'Accursio, onde esquadrões fascistas, Guardas Vermelhos e membros da Guarda Real se enfrentariam.
As ações dos esquadrões foram geralmente caracterizadas pela violência contra pessoas e propriedades, a fim de evitar a realização de uma revolução de inspiração bolchevique na Itália. Os esquadrões justificavam ideologicamente suas ações apresentando-as como uma resposta às ações violentas e ao clima de convulsão política socialista e anarquista, bem como a afirmação de valores nacionalistas que segundo eles haviam sido vilipendiados pelo socialismo.
Uma característica do squadrismo era a capacidade de ir a lugares, mobilizando rapidamente as minorias ativas e agressivas, criando assim uma nova forma de violência política, tanto que conseguiu desagregar o partido socialista cuja organização se ramificou através de uma extensa rede de ligas, cooperativas, sindicatos, autoridades locais, etc. Esse tipo de violência seria parte integrante da estratégia pela qual o fascismo chegaria ao poder.
Para qualquer eventualidade, os esquadrões tinham à disposição uma faca de combate corpo a corpo, também armas de fogo e, em alguns casos, granadas de mão. A experiência das trincheiras e a camaradagem, aliadas à estrutura hierárquica e de superioridade numérica e armamentista, alcançaram o triunfo dos esquadrões sobre os adversários. As facções mais radicais de comunistas e anarquistas se organizariam nos Arditi del Popolo e em formações de defesa do proletariado para enfrentá-los. O desenvolvimento impetuoso do fenômeno dos esquadrões fez com que a liderança fascista percebesse seu potencial. 

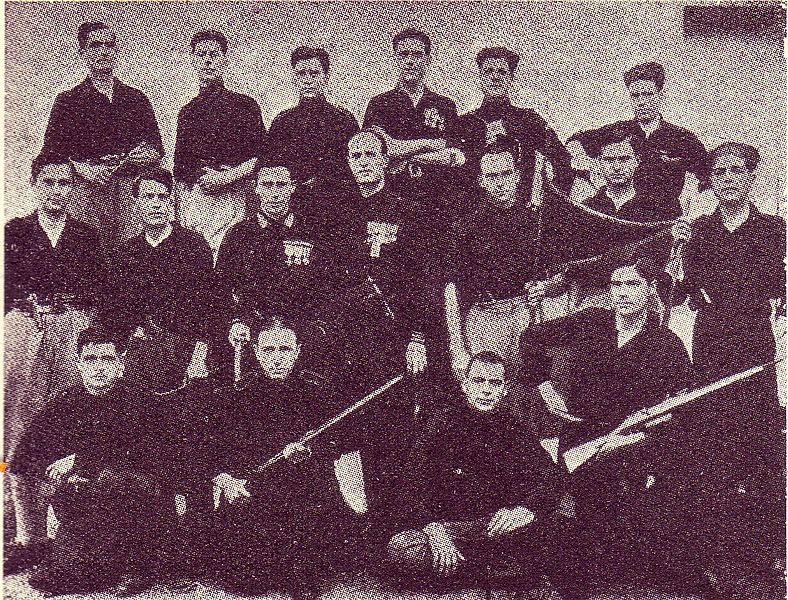
Esquadrão de ação "Desesperado" de Florença

Apesar de seu caráter violento, as ações dos esquadrões encontraram inicialmente amplo consenso por parte dos grupos conservadores da burguesia. Um dos objetivos dos empresários ao apoiarem os esquadrões era pressionar o Estado a abandonar seu papel neutro nas disputas trabalhistas, alegando que os esquadrões estavam defendendo a propriedade contra a "violência vermelha", defesa que, segundo eles , o estado parou de se exercitar. Após o fim das ocupações das fábricas, em setembro de 1920, os esquadrões agrários começaram graças ao apoio econômico dos latifundiários. As ações dos esquadrões contra os socialistas, principalmente no campo, despertaram o interesse dos latifundiários que, não tendo conseguido estabelecer sua própria organização política, financiaram a do Fasci Italiani di Combatimento. Os esquadrões agrários tiveram alguns pontos de contato com os esquadrões urbanos de Bolonha e Ferrara. Os proprietários de terras do Vale do Pó usaram os esquadrões, fornecendo-lhes dinheiro e armas, para desmontar o aparato organizacional do movimento operário.
Os esquadrões mortos entre 1919 e a Marcha sobre Roma foram um total de 425, dos quais 4 em 1919, 36 em 1920, 232 em 1921 e 153 entre 1 de janeiro e 31 de outubro de 1922. Entre 1921 e 1922, a Itália foi atingida por algo parecido com uma guerra civil, durante o qual cerca de três mil pessoas perderam suas vidas nas mãos dos fascistas.

## Organização

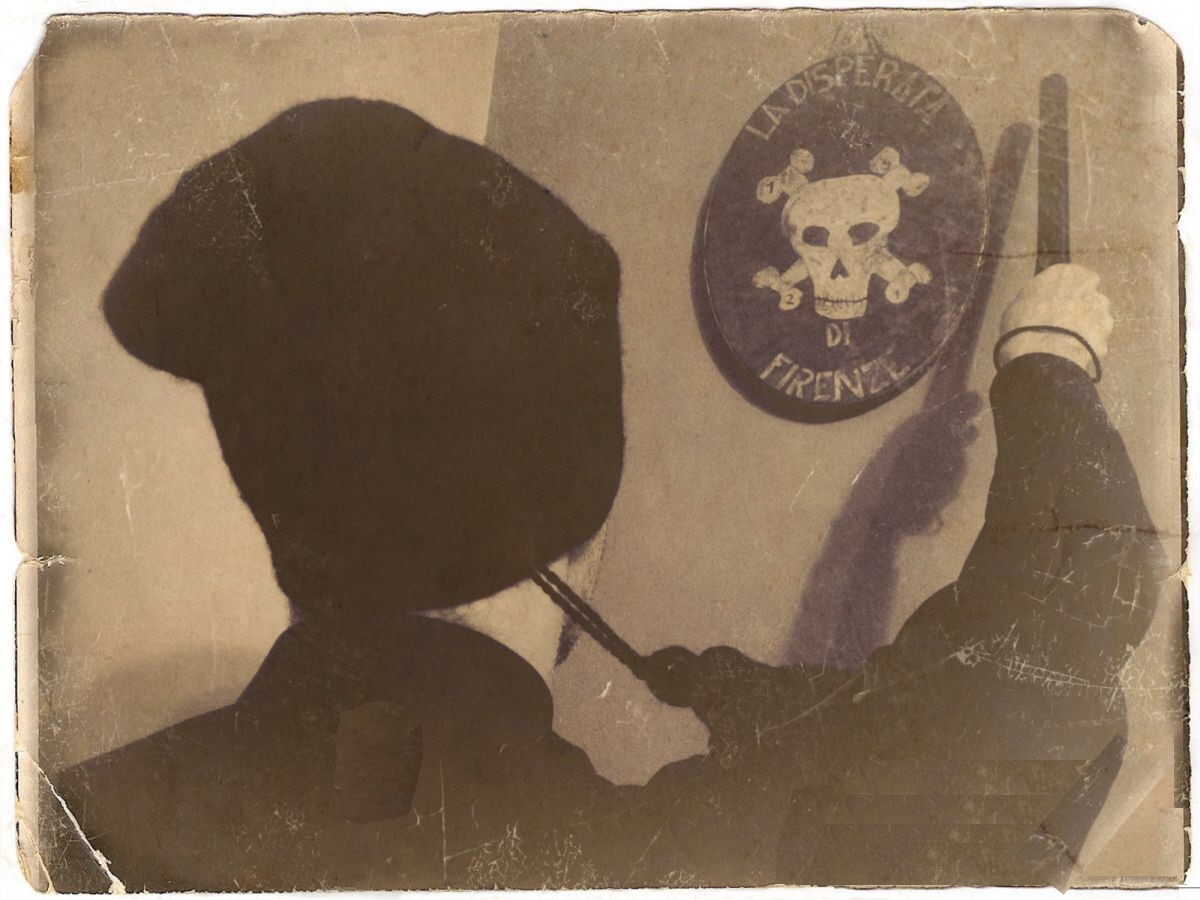
Jovem fascista, 1921

Os esquadrões geralmente nascem ao se reunir em torno de um líder, que muitas vezes surge de carisma e falta de escrúpulos; com frequência, eram veteranos condecorados da Primeira Guerra Mundial. Os esquadrões de ação costumavam se reunir em bares fora da sede do Fascio, onde eram seu ponto de encontro. Também foram recolhidos troféus roubados aos adversários, nomeadamente as bandeiras vermelhas simbolizando os socialistas, desdenhosamente chamadas de "trapos", que foram expostas ao público. Os socialistas e depois os comunistas se comportaram da mesma maneira, de fato muitas das lutas que estouraram aconteciam perto dos lugares frequentados por um ou outro lado. Os esquadrões tinham uma flâmula preta como símbolo, com um lema ou nome nela. Seu símbolo era o crânio inspirado dos Arditi.